# Палладино, Алекса
Алекса Палладино (англ. Aleksa Palladino; род. 21 сентября 1980, Манхэттен, Нью-Йорк) — американская актриса, наиболее известная благодаря своим главным ролям в «Мэнни и Ло», «Приключениях Себастьяна Коула», «Признайте меня виновным», Анджелы Дармоди в криминальном сериале HBO «Подпольная империя» (2010—2011), Мары в «Поворот не туда 2: Тупик» (2007), «Игры дьявола» (2007), «Полночное плавание» (2014), Мэри Ширан в «Ирландце» (2019), и «Охотник за разумом. Схватка» (2021). Она также сыграла главную роль во втором сезоне исторической драмы AMC «Остановись и гори».
С 2007 по 2018 год она была частью дуэта Exitmusic, исполняющего дрим-поп, вместе со своим на то время официальным супругом Девоном Чёрчем. Они выпустили альбомы The Decline of the West (2007), Passage (2012) и The Recognitions (2018).
Актриса является двукратным лауреатом Премии Гильдии киноактёров США (2011, 2012) в номинации «Лучший актёрский состав в драматическом сериале».

## Избранная фильмография
- Мэнни и Ло (1996) — Ло
- Прохладное сухое место (1998) — Бонни
- Сказочник (2001) — Кэтрин
- Закон и порядок. Преступное намерение  — Лили Карлайл (2002), Тереза (2003), Анджела (2009)
- Клан Сопрано  — Алессандра (2002), Алекс (2004)
- Улыбка Моны Лизы (2003) — Фрэнсис
- Медиум (2005) — Лайла Галлахер / Джеральдин Хэнском
- Признайте меня виновным (2006) — Марина Динорцио
- Поворот не туда 2: Тупик (2007) — Мара Стоун
- Игры дьявола (2007) — Крис
- Подпольная империя (2010—2011) — Анджела Дармоди
- Элементарно (2014) — Айрис
- Чёрные праздники (2015) — персиянка
- Остановись и гори (2015) — Сара Уилер
- Нераскрытое дело (2018) — Меган Пул
- Ирландец (2019) — Мэри Ширан
- Самый громкий голос (2019) — Джуди Латерца
- Пингвин (2024) — Карла Вити
- Астрал. Спуск к дьяволу (2024) — Эвелин Эльстер